# Église Notre-Dame-de-l'Assomption de Dingli

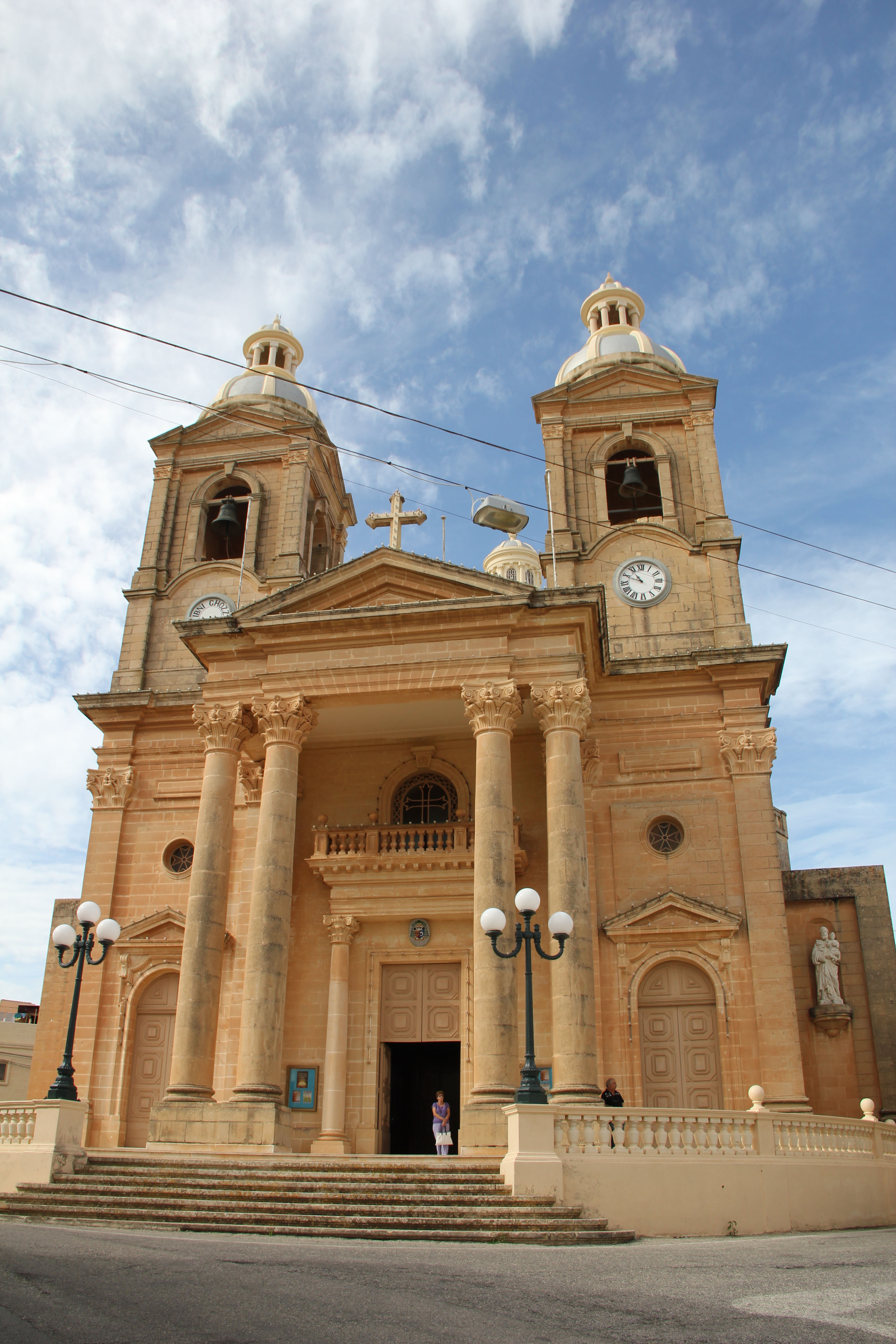
Église Notre-Dame-de-l'Assomption

L'église de Notre-Dame-de-l'Assomption est une église catholique située dans la ville de Dingli, à Malte.

## Historique
Construite en 1678, elle ne reçoit sa dédicace que le 26 mars 1939.

## Architecture
L'église dispose de trois dômes : "le dôme principal et deux clochers, chacun surmonté d'une petite coupole et d'un mamelon à colonnades".